# Peter Vonhof
Peter Vonhof (Berlijn, 15 januari 1949) was een Duits wielrenner. 
Vonhof won tijdens de Olympische Zomerspelen 1972 in eigen land samen met zijn ploeggenoten de gouden medaille op de ploegenachtervolging. Vonhof kwam alleen in actie in de series. Vier jaar later prolongeerde Vonhof zijn olympische titel op de ploegenachtervolging. Vonhof werd viermaal wereldkampioen op de ploegenachtervolging.

## Resultaten
| Jaar | WK                   | Olympische Zomerspelen |
| ---- | -------------------- | ---------------------- |
| 1970 | ploegenachtervolging |                        |
| 1971 | ploegenachtervolging |                        |
| 1972 |                      | ploegenachtervolging   |
| 1973 | ploegenachtervolging |                        |
| 1974 | ploegenachtervolging |                        |
| 1975 | ploegenachtervolging |                        |
| 1976 |                      | ploegenachtervolging   |
| 1977 | ploegenachtervolging |                        |

1908: Jones, Kingsbury, Meredith, Payne ·
1920: Magnani, Carli, Ferrario, Giorgetti ·
1924: De Martini, Dinale, Menegazzi, Zucchetti ·
1928: Facciani, Gaioni, Lusiani, Tasselli ·
1932: Pedretti, Borsari, Cimatti, Ghilardi ·
1936: Nizerhy, Charpentier, Goujon, Lapébie ·
1948: Decanali, Adam, Blusson, Coste ·
1952: Morettini, Campana, de Rossi, Messina ·
1956: Gasparella, Domenicali, Faggin, Gandini ·
1960: Vigna, Arienti, Testa, Vallotto ·
1964: Streng, Claesges, Henrichs, Link ·
1968: Lyngemark, Olsen, Asmussen, Jensen ·
1972: Schumacher, Colombo, Haritz, Hempel ·
1976: Vonhof, Braun, Lutz, Schumacher ·
1980: Manakov, Movtsjan, Ossokin, Petrakov ·
1984: Grenda, Turtur, Nichols, Woods ·
1988: Jekimov, Kasputis, Neljoebin, Oemaras ·
1992: Fulst, Glöckner, Lehmann, Steinweg ·
1996: Capelle, Ermenault, Monin, Moreau ·
2000: Fulst, Bartko, Becke, Lehmann ·
2004: Brown, McGee, Lancaster, Roberts ·
2008: Clancy, Manning, Thomas, Wiggins · 
2012: Burke, Clancy, Kennaugh, Thomas · 
2016: Burke, Clancy, Doull, Wiggins · 
2020: Consonni, Ganna, Lamon, Milan · 
2024:  Bleddyn, Welsford, Leahy, O'Brien